# Fauzi al-Mulki
Fauzi al-Mulki, arab. ‏فوزي الملقي‎ (ur. 1910 w Irbidzie, zm. 10 stycznia 1962 w Nowym Jorku) – jordański polityk, premier Jordanii między majem 1953 a majem 1954.

## Życiorys
Z pochodzenia Syryjczyk, w latach 50. XX wieku był ambasadorem Jordanii w Wielkiej Brytanii, gdzie poznał następcę tronu Jordanii, Husajna, który w Wielkiej Brytanii studiował. Gdy Husajn objął tron Jordanii po abdykacji ojca, króla Talala, mianował al-Mulkiego na stanowisko premiera, chociaż nie miał on większego doświadczenia w krajowej polityce. Husajn starał się tym samym odsunąć od władzy tradycyjną elitę, której przewodzili Samir ar-Rifa’i, Sa’id al-Mufti i Taufik Abu al-Huda. Al-Mulki, uznawany za liberała, wprowadził ograniczone reformy poszerzające kompetencje parlamentu. Do uchwalenia wotum nieufności wobec rządu wystarczyć miała większość zwykła, a nie, jak dotąd, 2/3 głosów.
Niedoświadczenie al-Mulkiego sprawiło, że nie radził sobie dobrze z bieżącymi problemami społecznymi, toteż król Husajn, pod wpływem królowej i konserwatywnej elity zdymisjonował go w maju 1954, zaś na nowego premiera powołał Taufika Abu al-Hudę. Al-Mulki objął stanowisko ministra dworu i sprawował je do końca życia. Zmarł po dłuższej chorobie w Nowym Jorku.